# 언피니쉬드 라이프
언피니쉬드 라이프(An Unfinished Life)는 독일에서 제작된 라세 할스트롬 감독의 2005년 드라마 영화이다. 로버트 레드포드 등이 주연으로 출연하였고 레슬리 홀러란 등이 제작에 참여하였다.

## 출연

### 주연
- 로버트 레드포드
- 제니퍼 로페즈

### 조연
- 모건 프리먼
- 조쉬 루카스
- 데미안 루이스
- 캠린 만하임
- 베카 가드너

## 제작진
- 미술: 데이비드 그롭먼
- 의상: 티쉬 모나한
- 배역: 하이크 브랜드스타터
- 배역: 코린 메이어스